# Nemateleotris lavandula
Nemateleotris lavandula — вид риб родини бичкових (Gobiidae). Описаний у 2023 році.

## Назва
Вид названо на честь лаванди, через схоже забарвлення тіла.

## Поширення
Вид поширений на заході Тихого океану. Зафіксований біля узбережжя Палау, Маршаллових островів, Фіджі, Гуаму, Тонги, Рюкю. Мешкає серед коралових рифів на глибині 25-100 м.

## Опис
Тіло завдовжки до 5,2 см. Тіло лавандового або бузкового забарвлення, стає блідішим до хвостового стебла. Хвостовий плавець усічений; піднята частина першого спинного плавця синя на передньому краї; серединні плавці блідо-жовтувато-зелені, хвостовий плавець без будь-яких відміток; зовнішній край другого спинного та анального плавців увінчаний жовтою або помаранчевою плямою, по одній у кожному міжрадіальному просторі мембрани; черевні плавці з чорними кінцями.